# Çetmi, Taşkent
Çetmi là một thị trấn thuộc huyện Taşkent, tỉnh Konya, Thổ Nhĩ Kỳ. Dân số thời điểm năm 2011 là 1.283 người.